# Annapurna

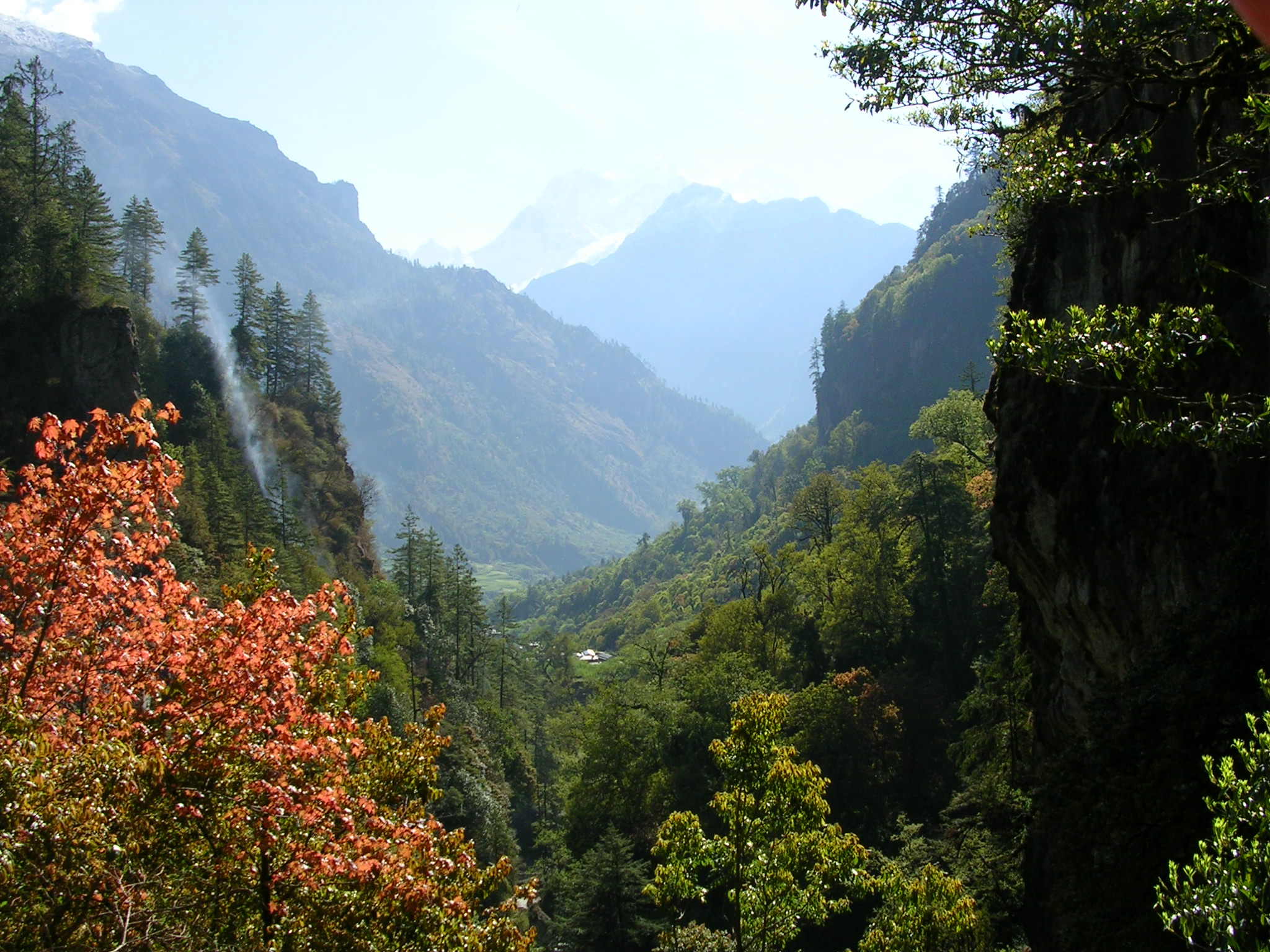
Dolina Marsyangdi u podnóży Annapurny. W oddali Manaslu

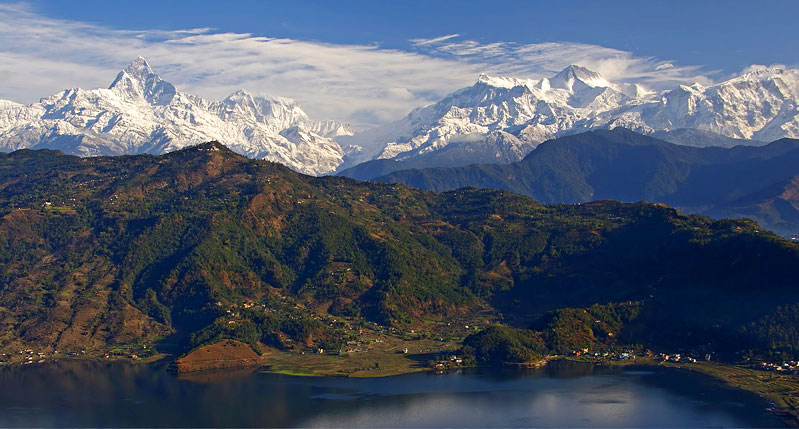
Szczyty Annapurny

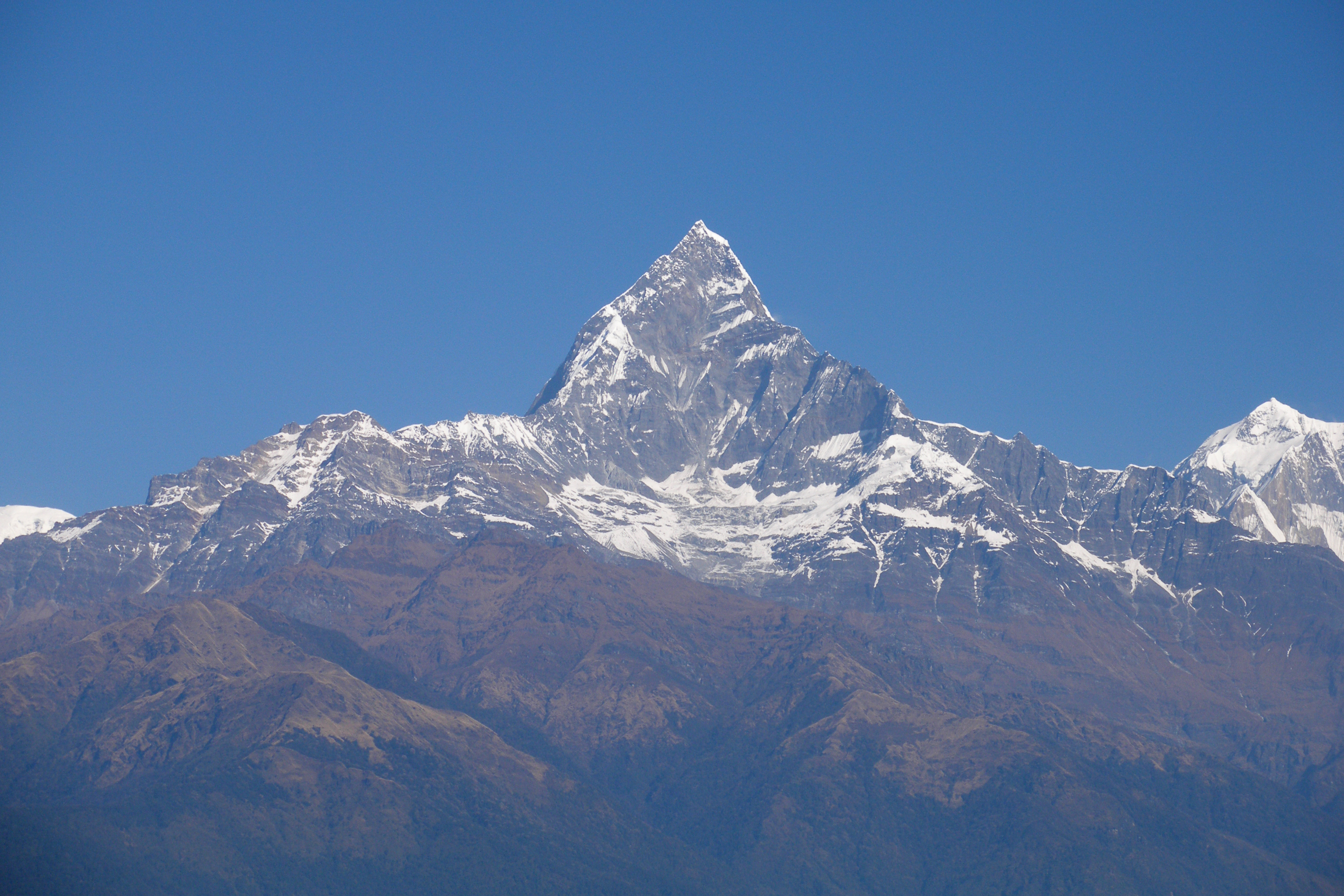
Machhapuchhare

Annapurna (sanskryt: अन्नपूर्णा – Annapūrṇā) – ośmiotysięcznik, dziesiąty co do wysokości szczyt Ziemi (8091 m n.p.m.). Po obu stronach głębokiego przełomu rzeki Kali Gandaki w centralnym Nepalu wypiętrzają się potężne masywy górskie; kulminację jednego z nich stanowi Dhaulagiri, a w odległości 33 km od tego szczytu po wschodniej stronie Kali Gandaki wznosi się drugi olbrzym – Annapurna. Indyjska Służba Topograficzna nazwała ją Szczytem XXXIX. Annapurna położona jest na północny zachód od Katmandu. Obszar chroniony dookoła Annapurny (ACAP) jest znanym regionem trekkingowym.
Miejscowa nazwa góry jest połączeniem sanskryckich słów „anna” (pożywienie) i „purna” (wypełniona) i oznacza Wypełnioną Pożywieniem. Imieniem Annapurna nazywana jest hinduistyczna bogini, jedno z wcieleń Parwati, towarzyszki Śiwy, czczonej za moc dostarczania pożywienia. Według innej wersji połączenie tych dwóch słów jest przydomkiem bogini Durgi lub Kali i mogłoby mieć znaczenie Żywicielka.

## Topografia
Annapurna to ogromny masyw górski o długości 55 km. Główny wierzchołek Annapurny otoczony jest ze wszystkich stron zasłaniającymi go szczytami siedmiotysięcznymi, których jest aż 13, oraz sześciotysięcznymi, których jest 16. Dodatkowo w samej Annapurnie I wyróżnia się 3 wierzchołki:
- Annapurna I wierzchołek główny – 8091 m
- Annapurna I wierzchołek środkowy – 8051 m
- Annapurna I wierzchołek wschodni – 8010 m

Pozostałe szczyty całego masywu to m.in.:
- Annapurna II – 7937 m
- Annapurna Fang (Baraha Shikhar) – 7647 m
- Annapurna III – 7555 m
- Annapurna IV – 7525 m
- Gangapurna – 7455 m
- Annapurna Południowa – 7219 m
- Lachenal Peak (Gangapurna West, Asapurna) – 7140 m
- Tilicho – 7134 m
- Nilgiri Północny – 7061 m
- Machhapuchhare – 6993 m
- Nilgiri Środkowy – 6940 m
- Nilgiri Południowy – 6839 m
- Hiunchuli – 6441 m

Pomimo że Annapurna należy do niskich ośmiotysięczników, ze względu na dużą rozległość masywu jest górą niebezpieczną. Jej wysokość względem otaczających ją dolin wynosi do 6 kilometrów (głównie wierzchołek Annapurna South, ale zbliżona deniwelacja występuje także w rejonie szczytu Machhapuchhare). Opad śniegu i wywołane nim zagrożenie lawinami może uwięzić himalaistów i uniemożliwić im bezpieczny powrót do bazy. Potwierdzają to dane liczbowe: do 2005 zarejestrowano 103 wejścia na wierzchołek i 56 przypadków śmierci. W zachodniej partii masywu znajduje się jedno z najwyższych urwisk na świecie, południowo-zachodnia ściana wierzchołka Baraha Shikhar (vel Annapurna Fang; 7647 m). Ściana ta ma od 4600 do 4800 metrów, jest więc wyższa od ściany Rupal w masywie Nanga Parbat liczącej 4500 m wysokości. Tzw. Sanktuarium Annapurny stanowią ściany górskie, tworzące amfiteatr o wysokości około 4 kilometrów.

## Historia zdobycia
Jest to pierwszy szczyt ośmiotysięczny zdobyty przez człowieka. Zdobyty został 3 czerwca 1950. Jego zdobywcy, Maurice Herzog (kierownik wyprawy) i Louis Lachenal w czasie ataku szczytowego wspomagali się amfetaminą, ulegli ślepocie śnieżnej oraz poważnym odmrożeniom (Lachenalowi amputowano palce stóp, a Herzogowi palce dłoni) i tylko pomocy pozostałych członków wyprawy (wśród nich Lionela Terraya) zawdzięczają uratowanie życia. Maurice Herzog, późniejszy minister sportu, w swojej książce „Annapurna – pierwszy ośmiotysięcznik” napisał, że są inne Annapurny w życiu człowieka.
Kolejnego wejścia dokonała dopiero w roku 1970, a więc po 20 latach, brytyjska wyprawa pod kierownictwem Chrisa Boningtona. Południową ścianą Annapurny na szczyt weszli Dougal Haston i Don Whillans. Ian Clough zginął, zasypany przez seraki.
Annapurna uchodzi za jeden z najniebezpieczniejszych szczytów do zdobycia. Do 2007 roku odnotowano 153 wejścia na Annapurnę I, z czego 58 wspinaczy zginęło. Daje to śmiertelność rzędu 38%, co jest najwyższym wynikiem spośród wszystkich ośmiotysięczników.
W październiku 2014 schodząca lawina zabiła u podnóża góry 29 osób – obywateli Polski, Izraela, Indii, Kanady, Nepalu i Słowacji.
W 1981 polska wyprawa Klubu Wysokogórskiego Zakopane wytyczyła nową drogę na Annapurnę I środkową (8051 m n.p.m.). 23 maja 1981 na wierzchołku stanęli Maciej Berbeka i Bogusław Probulski. Droga Zakopiańczyków, którą oni sami nazwali Drogą Jana Pawła II (co zostało wcześniej ustalone z samym papieżem) została uznana za najlepsze osiągnięcie sezonu himalajskiego w 1981 roku.

## Zdobywcy
- 3 czerwca 1950 – Maurice Herzog, Louis Lachenal (Francja)
- 1970 – Dougal Haston i Don Whillans południową ścianą
- 15 października 1978 – Věra Komárková, Irene Miller wraz z dwoma Szerpami Chewang Ringjin i Mingma Tshering (pierwsza wyprawa kobieca, jednocześnie pierwsza wyprawa amerykańska, która zdobyła szczyt)[5]

Polskie wejścia
- 3 lutego 1987 – Artur Hajzer, Jerzy Kukuczka – pierwsze wejście zimowe
- 1991 – Bogdan Stefko, Krzysztof Wielicki, Wanda Rutkiewicz, Ryszard Pawłowski, Mariusz Sprutta
- 1996 – Andrzej Marciniak nową drogą
- 27 kwietnia 2010 – Piotr Pustelnik, Kinga Baranowska[6][7]
- 28 kwietnia 2022 – Dorota Rasińska-Samoćko[8]

## Pozostałe wierzchołki
Annapurna II została zdobyta w 1960 przez mieszaną ekspedycję brytyjsko-indyjsko-nepalską. Kierownikiem był Jimmy Roberts, a w ataku szczytowym uczestniczyli: Richard Grant, Chris Bonington i Ang Nyima.
Annapurna III została zdobyta w 1961 przez indyjską ekspedycję. Kierownikiem był Mohan Singh Kohli, w ataku szczytowym uczestniczyli Mohan Singh Kohli, Sonam Gyatso i Sonam Girmi.
Annapurna IV po raz pierwszy została zdobyta od strony północnej z doliny Sabzi Chu 30 maja 1955 przez niemiecką ekspedycję. Kierownikiem był Heinz Steinmetz, z którym na szczycie stanęli Harald Biller i Jürgen Wellenkamp.
Gangapurna została zdobyta w 1965 przez niemiecką ekspedycję. Kierownikiem był Günther Hauser, szczyt osiągnęło 11 członków ekspedycji.
Annapurna Południowa (znana także jako Annapurna Dakshin lub Moditse) została zdobyta w 1964 przez japońską ekspedycję. W ataku szczytowym uczestniczyli Shiochiro Uyeo i Mingma Tsering. W 1979 roku w wyprawie na ten wierzchołek, zorganizowanej przez Sudecki Klub Wysokogórski z Jeleniej Góry zginęli Jerzy Pietkiewicz, Julian Ryznar, Józef Koniak. Tablice upamiętniające ich śmierć znajdują się na symbolicznym cmentarzu Ofiar Gór w Kotle Łomniczki w Karkonoszach.
Machapuchare (6993 m) oficjalnie pozostaje uznawana za niezdobytą, choć podaje się, iż w 1980 r. szczyt nielegalnie zdobył Nowozelandczyk Bill Denz. Fakt ten nie został rozstrzygnięty, gdyż Denz zginął podczas innej swojej wspinaczki na Makalu w 1983.